# 潭墘 (彰化縣)
潭墘，是臺灣彰化縣大城鄉的一個傳統地域名稱，位於該鄉南部。相較於今日行政區，其範圍大致包括潭墘村南半部不含東南端、山腳村東部。

## 歷史
台灣清治末期至日治初期，潭墘地區為一街庄，稱為「潭墘庄」，隸屬於深耕堡。該庄北與頂山腳庄、尤厝庄為鄰，東與九塊厝庄為鄰，南邊隔濁水溪與港後庄、大庄、舊庄、草湖庄為界，西邊為下山腳庄。
1901年（日治明治三十四年）11月，全台廢縣廳改設二十廳，該庄隸屬於彰化廳。1903年（明治三十六年）6月，該庄編入「內蘆竹塘區」，隸屬於彰化廳。1909年（明治四十二年）10月，合併二十廳為十二廳，內蘆竹塘區改隸屬於臺中廳。1920年（大正九年），廢廳、支廳、區、街庄（舊制）改設州、郡、街庄（新制）、大字，該庄改制為「潭墘」大字，隸屬於臺中州北斗郡大城庄。
戰後大城庄改制為大城鄉，隸屬於臺中縣，大字亦改制為村。1950年10月，中、彰、投分治，大城鄉改隸屬彰化縣。

## 聚落
本地區發展較早的聚落有官仕厝、頂潭墘、下潭墘，在日治期初期的官方地圖上已有記載。此外，本地區尚有頂莊聚落。

## 交通
鄉道彰166線（潭墘路、光復路、民生巷、官仕厝西南側道路、九塊厝堤防道路）是大城至九塊厝的道路，大致以西北微南—東南微北走向由本地區北部邊界西側入境後，轉東南東經潭墘國小進入潭墘聚落，至鄉道彰167線路口轉北北東與其共線約80公尺，至民生巷路口轉東南東獨行，出聚落後轉東至官仕厝聚落西南側路口，直行繞聚落西南側轉南至九塊厝堤防道路路口，轉東北後轉東北東以至出境。由該道路向西北微南可前往頂山腳西南端、下山腳與大城交界地帶、大城市區並止於縣道143號路口，向東北東可前往尤厝東南部、九塊厝並止於縣道152號（東陽路二段）路口。
鄉道彰167線（光復路）是二林至潭墘的道路，其南側端點位於頂潭墘聚落西南郊的九塊厝堤防道路路口。由此向東北轉北北東進入聚落後，經鄉道彰166線左側轉角路口與其共線約80公尺，再經鄉道彰166線右側轉角路口後獨行，出聚落後續行至出境後，可前往頂山腳與尤厝交界地帶、尤厝、火燒厝、竹圍子、二林市區並止於縣道143號路口。

## 學校
- 潭墘國小